# Independent Women
Independent Women ist ein Song der US-amerikanischen Girlgroup Destiny’s Child. Er wurde von Beyoncé für ihr drittes Studioalbum Survivor geschrieben und produziert. Der Song erschien zuerst 2000 auf dem Soundtrack zum Film 3 Engel für Charlie. Bei Independent Women sang erstmals Michelle Williams als Mitglied von Destiny’s Child.
Im Original hieß der Song Independent Women Part Two, Independent Woman Part One war im Original ein Pasadena Remix, also wurde der Song in Independent Women umbenannt.
Veröffentlicht wurden aber beide Versionen auf dem Soundtrack zum Film und auf den Album. Der Song erreichte den 1. Platz in den Billboard Hot 100 und blieb dort ganze 11 Wochen, von November 2000 bis Februar 2001. In Großbritannien wurden beide Versionen des Songs am gleichen Tag veröffentlicht.
Die Regie im Musikvideo führte Francis Lawrence, am Ende des Videos parodieren die Girls in Szenen aus den Film.

## Hintergrund
Der Song ist auf Platz 85 in der Liste der 100 besten britischen Songs aller Zeiten erhalten, die im Mai 2002 veröffentlicht wurde.

## Kommerzieller Erfolg

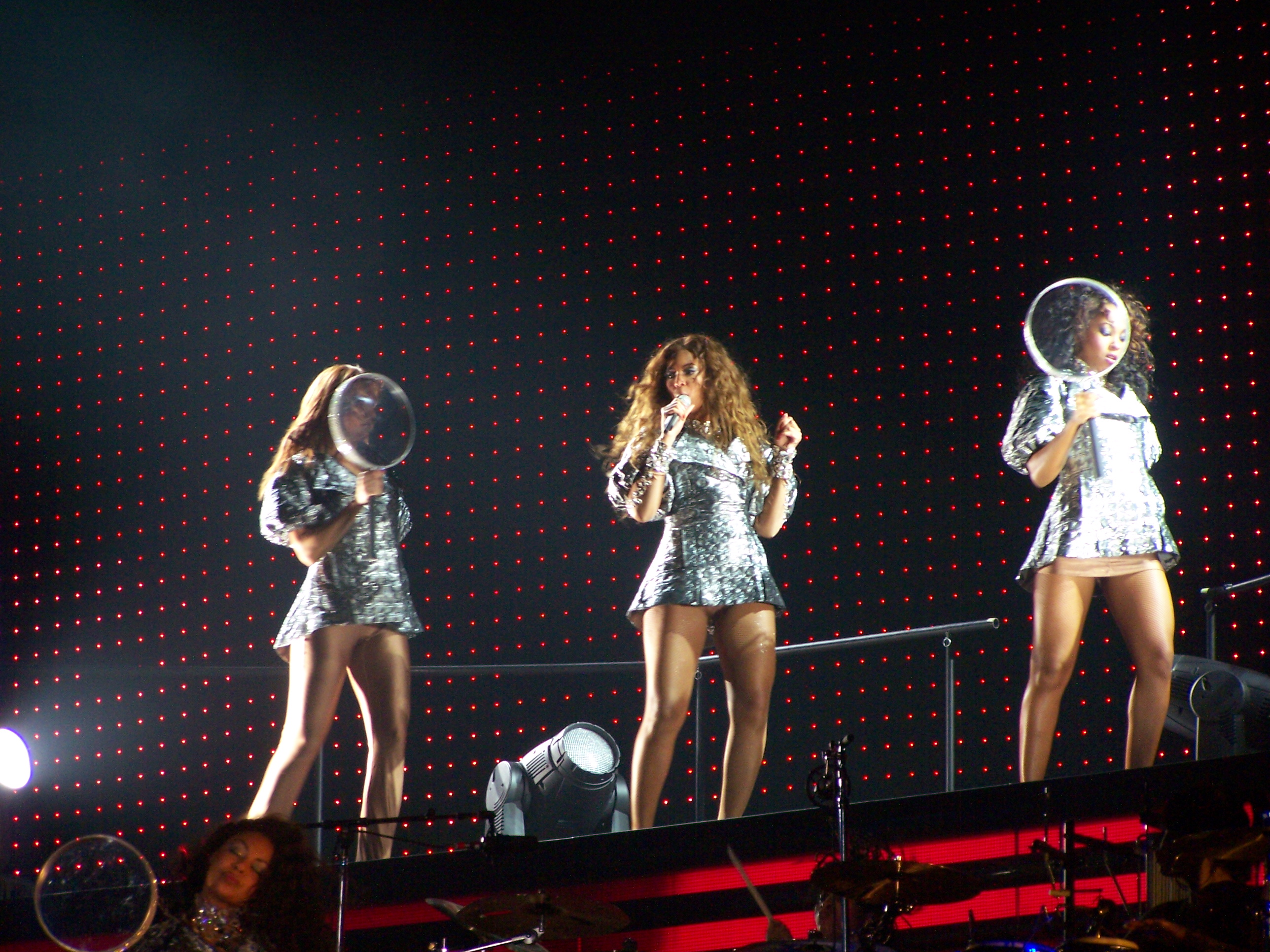
Aufführung von Independent Women 2007 in Barcelona

Independent Woman war ein großer Erfolg in den USA. Die Single erreichte Platz 1 in den Billboard Hot 100, den sie ganze 11 Wochen lang halten konnten. Es war damit schon der dritte Nummer-eins-Hit der Girlgroup in den USA. Der Song hatte einen großen Airplay, da es sehr oft von den amerikanischen Radios gespielt wurde, wodurch der Song auch 10 Wochen lang auf Platz 1 in den Airplay Charts blieb.
In Großbritannien debütierte Independent Woman auf Platz 1 und wurde ihr zweiter Nummer-1-Hit in Großbritannien. Außerdem erreichte es den ersten Platz in Kanada, Irland und Neuseeland.

### Chartplatzierungen
| ChartsChartplatzierungen       | Höchstplatzierung | Wochen |
| ------------------------------ | ----------------- | ------ |
| Deutschland (GfK)              | 10 (16 Wo.)       | 16     |
| Österreich (Ö3)                | 22 (9 Wo.)        | 9      |
| Schweiz (IFPI)                 | 2 (26 Wo.)        | 26     |
| Vereinigte Staaten (Billboard) | 1 (28 Wo.)        | 28     |
| Vereinigtes Königreich (OCC)   | 1 (15 Wo.)        | 15     |

| ChartsJahrescharts (2000)      | Platzierung |
| ------------------------------ | ----------- |
| Vereinigte Staaten (Billboard) | 97          |

| ChartsJahrescharts (2001)      | Platzierung |
| ------------------------------ | ----------- |
| Schweiz (IFPI)                 | 30          |
| Vereinigte Staaten (Billboard) | 10          |

| ChartsJahrescharts (2000–2009) | Platzierung |
| ------------------------------ | ----------- |
| Vereinigte Staaten (Billboard) | 18          |

### Auszeichnungen für Musikverkäufe
| Land/Region                  | Auszeichnungen für Musikverkäufe (Land/Region, Auszeichnung, Verkäufe) | Verkäufe  |
| ---------------------------- | ---------------------------------------------------------------------- | --------- |
| Australien (ARIA)            | 2× Platin                                                              | 140.000   |
| Belgien (BRMA)               | Gold                                                                   | 25.000    |
| Dänemark (IFPI)              | Gold                                                                   | 10.000    |
| Deutschland (BVMI)           | Gold                                                                   | 250.000   |
| Frankreich (SNEP)            | Silber                                                                 | 125.000   |
| Neuseeland (RMNZ)            | Platin                                                                 | 30.000    |
| Niederlande (NVPI)           | Gold                                                                   | 40.000    |
| Schweden (IFPI)              | Platin                                                                 | 30.000    |
| Schweiz (IFPI)               | Gold                                                                   | 25.000    |
| Vereinigte Staaten (RIAA)    | Platin                                                                 | 1.000.000 |
| Vereinigtes Königreich (BPI) | Platin                                                                 | 600.000   |
| Insgesamt                    | 1× Silber · 5× Gold · 6× Platin ·                                      | 2.275.000 |

Hauptartikel: Destiny’s Child/Auszeichnungen für Musikverkäufe

## Credits und Besetzung
- Gesang: Beyoncé Knowles, Kelly Rowland, Michelle Williams
- Produzent: Beyoncé Knowles
- Aufnahme von Manelich Sotolongo in den Lobo Studios, Deer Park, New York
- Alternative Aufnahme von Troy Gonzalez, Ramon Morales in den TK Studios, Hawaii
- Audio Mix: Rich Travali
- Master Aufnahme von Tom Coyne